# Ommatius strigatipes
Ommatius strigatipes är en tvåvingeart som beskrevs av Meijere 1911. Ommatius strigatipes ingår i släktet Ommatius och familjen rovflugor. Inga underarter finns listade i Catalogue of Life.